# Ken Riley
Kenneth Jerome Riley (Bartow, Florida, 6 de agosto de 1947-Bartow, Florida, 7 de junio de 2020), más conocido como Ken Riley, fue un jugador profesional estadounidense de fútbol americano que se desempeñó en la posición de cornerback en la National Football League (NFL). Es miembro del Salón de la Fama del Fútbol Americano Profesional.

## Carrera
Riley jugó como profesional quince temporadas en Cincinnati Bengals (1969-1983), equipo en el que se retiró.

## Reconocimiento
El 17 de enero de 2023, fue seleccionado para ser miembro del Salón de la Fama del Fútbol Americano Profesional.